# Peter Grønborg
Peter Grønborg (født 15. oktober 1969 i Aarhus) er en journalist og tidligere studievært på TV 2 News, 22 Nyhederne og programmet Ellemann og Lykketoft, han er nu vært hos TV3 Sport.
Peter Grønborg har tidligere arbejdet som sportsjournalist på Berlingske Tidende og Politiken og vært og fodboldkommentator på Kanal 5. Han taler flydende spansk.